# Az első Lengyel Köztársaság, a hanyatlás kora (1697–1795)

Az I. Köztársaság, hivatalos nevén a Lengyel Királyság és Litván Nagyfejedelemség címere

1569-ben, a lublini unióval létrejött a Két Nemzet Köztársasága (a lengyelé és a litváné), amit másként Első Köztársaságnak is hívnak (Rzeczpospolita Obojga Narodów, I. Rzeczpospolita). Ugyanakkor az állam hivatalos neve Lengyel Királyság és Litván Nagyfejedelemség (lengyelül: Królestwo Polskie i Wielkie Księstwo Litewskie, latinul: Regnum Poloniae Magnusque Ducatus Lithuaniae) volt. Területe szerint két részből állt: Koronából (amely a lublini unió előtti Lengyel Királyság) és Litvániából. Ez az állam területileg a második legnagyobb volt Európában: maximális területe egymillió km² volt. A felvirágzás kora III. Zsigmond és fia, IV. Ulászló uralkodására esett, de röviddel Ulászló halála előtt (1648) kitört a kozákok felkelése Ukrajnában. Először Oroszország támadta meg Lengyelországot, azután Svédország („svéd özönvíz”) és Erdély. Az 1648–67. évi háborúk következtében Lengyelország népessége 30%-kal csökkent. A nemesi demokrácia rendszere megrendült: a bizonytalan kor azt okozta, hogy a nemesek egyre kevésbé gondoltak a hazájukkal, sokkal inkább saját előnyeikkel. Létrejött a liberum veto (lásd lejjebb), az a kiváltság, amely a 18. században lehetetlenné tette bármely törvény megszavazását.
Az utolsó nagy esemény a lengyel-török háború volt, különösen kiemelkedő Bécs felmentése. Remélhető volt, hogy a nehéz korszak után ismét jobb idők jönnek.

## II. Ágost

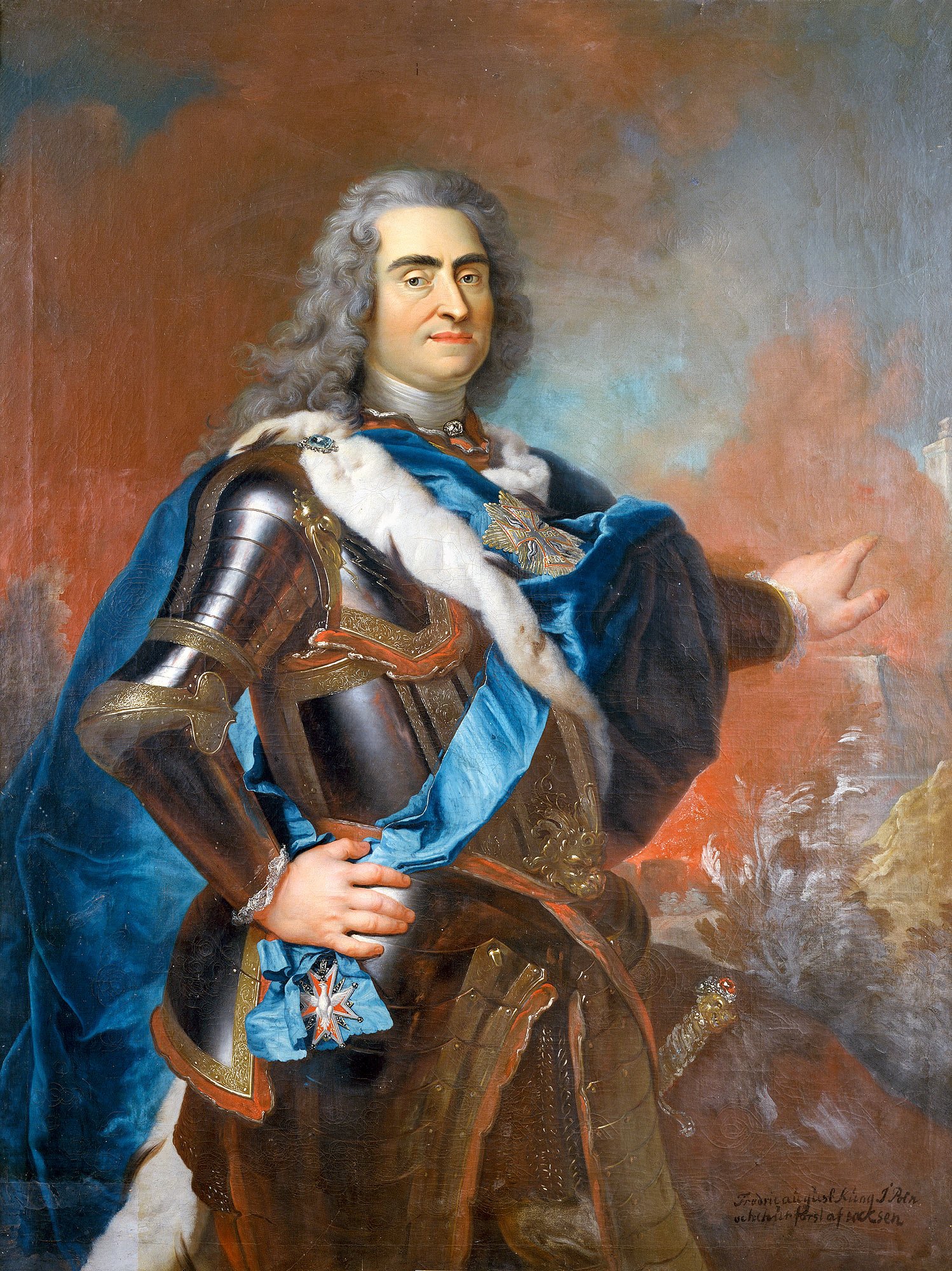
II. Ágost

A III. Sobieski János király halála után a lengyel trónra pályáztak: François Louis de Bourbon-Conti, francia herceg és a szász választófejedelem (1694-től) Frigyes Ágost, a Wettin-házból. A szejm nagyon viharos volt a választáskor – 1697. június 27-én jelenlévők többsége Contit, viszont az Oroszország által lekenyerezett kisebbség a szász Frigyes Ágostot választotta meg. Conti herceg nem sietett a Wawelbe, míg Frigyes azonnal megérkezett, sőt útközben újabb követőket szerzett azzal azzal, hogy egy hónappal a választás előtt áttért a katolikus hitre. A francia herceg jelölését ellenezte I. Péter orosz cár, aki a litván határnál összegyűjtötte a hadseregét.
A koronázás után Frigyes Ágost felvette a II. Ágost nevet. Uralkodását azzal kezdte, hogy Moldva és Havasalföld meghódítására tett kísérletet. A hadjárat megmutatta, hogy a lengyel hadsereg gyenge és nincs ínyére a szász erőkkel való együttműködés. E történések részei voltak annak a háborús folyamatnak, amely még Sobieski János uralkodásakor kezdődött a kahlenbergi csatával, majd végül befejeződött, amikor 1699. január 26-án Törökország aláírta a karlócai békét (len. pokój w Karłowicach). Lengyelországgal kapcsolatban a törökök lemondtak Ukrajnának a Dnyeper jobb partjára eső részéről és Podóliáról Kamieniec Podolskival együtt. Ausztria megkapta Magyarországot Erdéllyel. Ez a béke pontot tett 255 év lengyel-török háborús viszonyra és megnyitotta a két állam közti barátságos kapcsolatot. Az ifjú királynak ez segített, megerősítette uralmát.

### Nagy északi háború

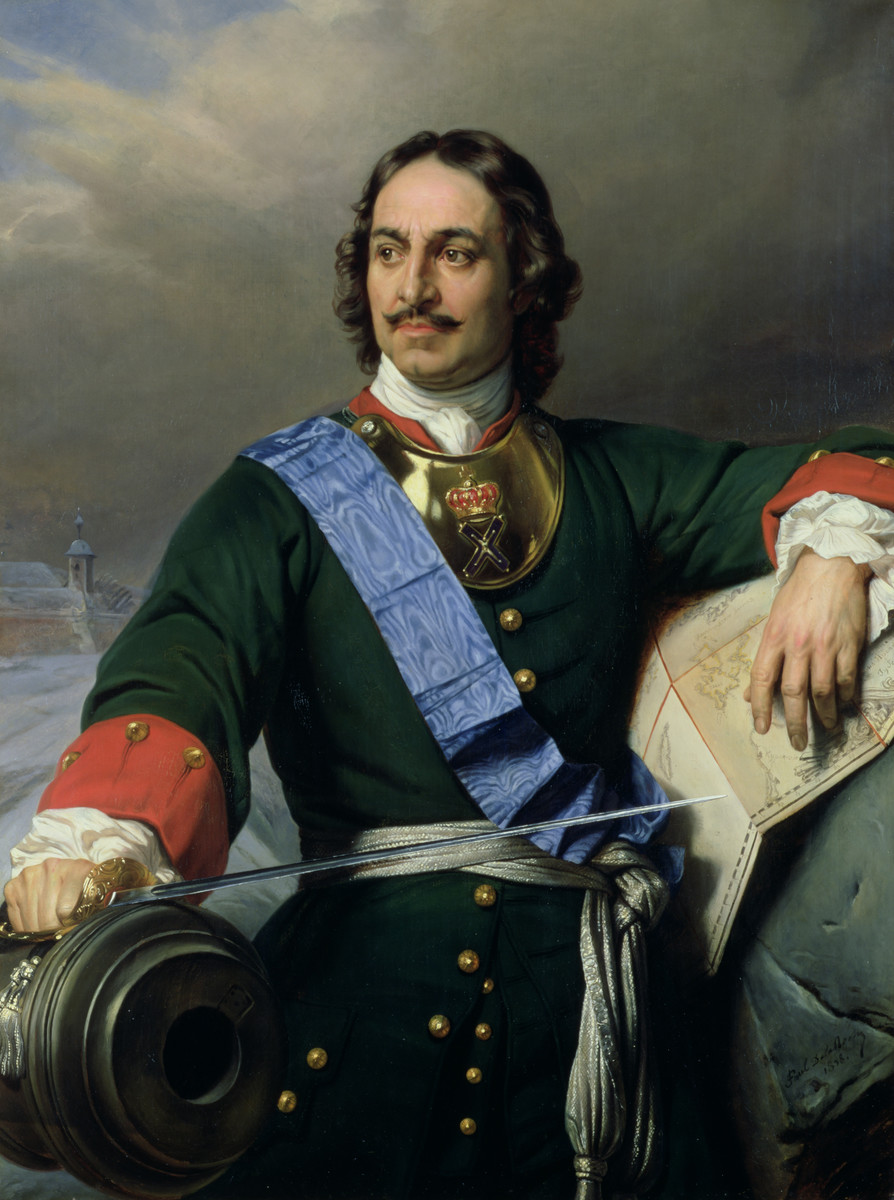
I. Péter orosz cár

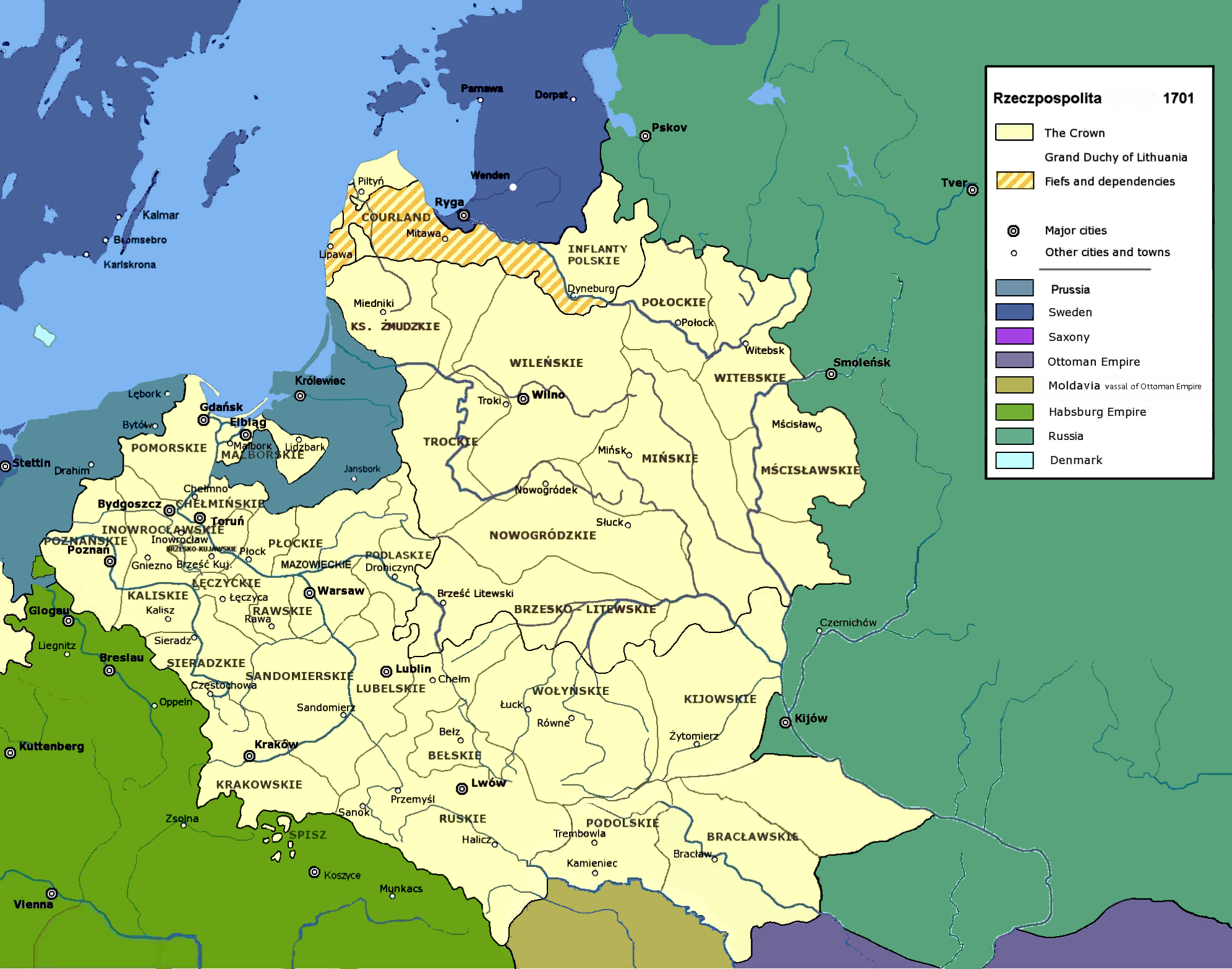
I. Köztársaság 1700-ban

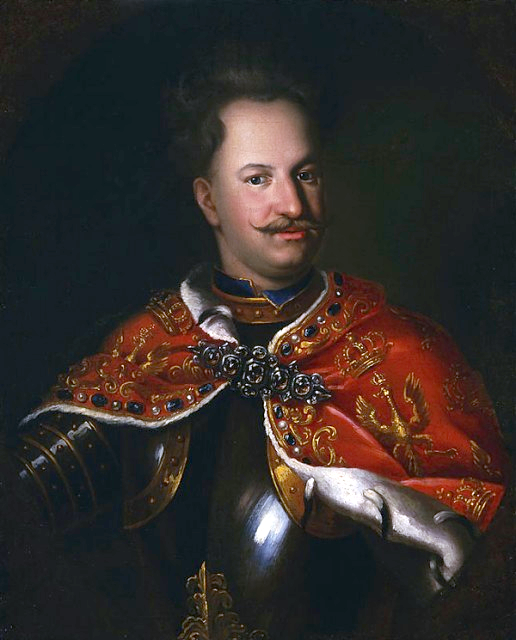
Stanisław Leszczyński

II. Ágost 1700-ban szövetséget kötött Dániával, Oroszországgal és Szászországgal, majd felújította a livóniai háborút Svédország ellen. Úgy vélte, hogy ha sikerül megszereznie Livóniát Lengyelország számára, az megerősíti a helyzetét a nemességgel szemben, ami lehetővé teszi abszolutisztikus uralma bevezetését. A szász hadsereg megpróbálta elfoglalni Rigát, de visszaszorították a svédek, akik legyőzték a Narvát ostromló oroszokat. Ezután XII. Károly svéd király hadseregével Lengyelország ellen indult.
A Litván Nagyfejedelemségben éppen polgárháború volt a hatalmas Sapieha-család és más főurak között. 1700 novemberében Wilnónál a Sapiehák vereséget szenvedtek és vagyonukat elvették. Kazimierz Jan Sapieha litván nagyhetman és hívei megadták magukat XII. Károlynak, aki csak II. Ágostnak a trónról való elűzését követelte.
1701 februárja végén II. Ágost találkozott I. Péterrel. Elkötelezték magukat, hogy nem lépnek ki a szövetségből és nem kötnek különbékét Svédországgal. A cár Ágostnak sok aranyat ajándékozott és megígérte, hogy egy orosz hadtestet küld neki, Ágost pedig elkötelezte magát, hogy Lengyelország részt vesz a svédországi háborúban.
A távoli Livóniáért folyó háborúval elfoglalt Ágost király nem vette észre és nem is reagált arra, hogy 1701 januárjában Brandenburg-Poroszország állam átalakult Porosz Királysággá és ennek első királya az addigi brandenburgi választófejedelem, III. Frigyes lett.
A svédek véres csaták során szétzúzták Lengyelország erőit és elfoglalták a Korona nagy részét Varsóval, Poznańnyal és Krakkóval. Az Ágost uralkodásával elégedetlen nemesség fegyveres konföderációt szervezett, majd Varsóban, 1704 januárjában kihirdette Ágost trónfosztását. Ezt azonnal kihasználta XII. Károly és kreált egy új királyt, az ifjú poznańi vajda, Stanisław Leszczyński személyében. Július 12-én a kevés nemest összegyűjtő választási szejm, a svédek által körülvett táborban, Varsónál formálisan megválasztotta őt lengyel királlyá.

### Stanisław Leszczyński első uralkodása
II. Ágost nem szándékozott lemondani a trónról. 1704 májusában ez vezetett a sandomierzi konföderáció megkötéséhez, amely az ő híveit gyűjtötte össze. Augusztusban Narvában szövetséget kötött Oroszországgal. Ettől fogva Lengyelország formálisan harcban állt Svédországgal. Az országban viszály keletkezett II. Ágost és Leszczyński hívei között. Amikor Svédország Szászország teljes meghódításával fenyegetett, 1706 szeptemberében Ágost lemondott a lengyel koronáról Stanisław Leszczyński részére.
I. Péter orosz cár kihasználta a hadműveletekben beállt szünetet - amely abból keletkezett, hogy a svéd király nagyon elfoglalt volt a lengyel belügyekkel – és újjászervezte a hadseregét. 1704-ben, sikeres hadjárat révén az oroszok visszaszerezték többek között Dorpatot, Narvát és beléptek Lengyelország területére is. Egy évvel korábban, a Néva torkolatánál elkezdték építeni az új fővárosukat, Szentpétervárt. A svéd ellentámadás azonban 1708-ban megindult – XII. Károly a szerződést kötött a kozákokkal. Ennek ellenére 1709. július 8-án a svédek nagy vereséget szenvedtek a poltavai csatában, amelynek következtében a svéd hadsereg csaknem megsemmisült. Svédországnak gyorsan vissza kellett vonulnia Lengyelországból, Stanisław Leszczyński és hívei is emigráltak.

### Ágost második uralkodása
Ebben a helyzetben tért vissza Lengyelországba II. Ágost 1709 őszén. Tette ezt annak ellenére, hogy néhány évvel korábbi ünnepi esküjében lemondott a lengyel koronáról. Uralkodását azzal kezdte, hogy szerződést kötött I. Péterrel, amelyben a cár elkötelezte magát, hogy az ő hatalmával biztosítja Ágostnak a lengyel trónon maradást. A nemesség tiltakozott ez ellen és azt követelte, hogy mind a szász, mind az orosz hadseregek hagyják el az országot.
Ágost helyzete Lengyelországban így bizonytalan volt. Fenyegették Leszczyński hívei is, az egyre erősebb orosz párt is. A király ezért behívta a szász hadsereget az országba. Ez elleni tiltakozásul a nemesség megkötötte 1715-ben a szászellenes tarnogródi konföderációt (Tarnogród – város biłgoraji járásban), amely követelte a szászok visszavonulását. Mivel tárgyalásai a konföderációval nem sikerültek, ezért a király beleegyezett az orosz hadsereg behívásába Lengyelországba. Amikor az oroszok már bent voltak az országban, rákényszerítették a varsói szejmet (1717. február 1.), hogy szavazza meg a szász hadsereg kivonulását, korlátozza a hetmanok jogköreit és csökkenjen a lengyel hadsereg létszáma 24 ezer katonára. A szejmet „némának” hívták, mert a cár katonái nem engedtek a beszámolókon kívül senkit sem szóhoz jutni. Ettől fogva Oroszország szüntelenül beleavatkozott Lengyelország belügyeibe.
II. Ágost megértette a helyzetét Oroszországgal kapcsolatban és megpróbált ellenszegülni. 1711-ben szerződést kötött IV. Frigyes dán királlyal Nyugat-Pomeránia felosztásáról. Ez a tartomány előbb Svédországhoz tartozott és Ágost megszerezte ezt a szász hadsereg élén. 1713-ban szándéka volt ugyan csatlakozni az oroszellenes koalícióhoz, de tisztában volt azzal, hogy a helyzete Lengyelországban túl gyenge és a cári segítségre van rászorulva. 1730-ban tüntetően közeledett Poroszországhoz lefolytatva egy közös seregszemlét I. Frigyes Vilmos porosz királlyal. 1732-ben aláírta az osztrákok ellen irányuló szász-francia szerződést. Erre való feleletként az osztrákok, a poroszok és az oroszok egymás között szerződést kötöttek (a poroszországi orosz nagykövet családi nevével ezt nevezik a Löwenwolde-szerződésnek), amelyben kötelezték magukat, hogy meggátolják a Wettin-házat és Stanisław Leszczyńskit a lengyel trón elfoglalásában.

### Belpolitika
1724 júliusában Toruńban a protestánsok tömege feldúlta a jezsuita iskolát. A bíróság halálra ítélte a város protestáns polgármesterét és tíz bűntársát. A per folyamán II. Ágost király célzatosan ébren tartotta a protestánsellenes hangulatot és megtagadta az elítéltektől a kegyelmet, arra számítva, hogy a szigorú ítéletektől felháborodott szomszédos államok nem fognak tiltakozni az abszolutista uralom bevezetése ellen. Reményei nem teljesültek, a nem katolikus államok számára ez ürügyként szolgált arra, hogy bírálják Lengyelországot az intoleranciáért, holott Európában a hittel szemben tolerancia majdnem sehol nem létezett.
A nagy északi háború után Lengyelország egészen 1790-es évekig nem viselt komoly háborút, de ezt az időszakot nem használta ki az állam fejlődésének és megerősítésének érdekében. 1790-ig a harcok főként lengyel területen folytak, ami katasztrofális állapotba juttatta a gazdaságot. Azután a főúri családok arra törekedtek, hogy önállóan uralkodjanak saját birtokaikon és vajdaságaikban. Némelyeknek, pl. Sapieháknak vagy Radziwiłłoknak Litvániában saját külön jogrendszerük, (néha még a királyénál is erősebb) hadseregük, kincstáruk és hivatalaik voltak. A „nemesi aranyszabadság” jelszó alatt a nemesek (mind a köznemesek, mind a főurak) zajazdok keretében, törvénytelenül elfoglalták a szomszédaik vagyonát, lázadásokat kezdeményeztek az uralkodó ellen (ún. rokosz), és konföderációkba léptek.
Lengyelország számára tragikus következményei voltak a liberum veto (lat. szabad vétó) kiváltságnak. Nie pozwalam! – Nem engedem! – ha egy képviselő ezeket a szavakat kimondta a szejm ülésén, azzal megszakította az egész ülést és érvénytelenített minden megszavazott törvényt. A kiváltság az egyhangúlagosság követelményéből származott (ez a törvényalkotás egyik szabálya volt a szejmben). Ez idő múltával annyira elfajult, hogy végül bármilyen reform megakadályozható lett. Így, ha valamely törvény nem felelt meg egy főúrnak, elég volt neki lekenyerezni egyetlen embert, hogy éljen a vétójogával. Éppen a liberum vetotól tartottak az az oroszok akkor, amikor nem adtak senkinek szót a „néma szejmen” 1717-ben. A liberum veto csak a konföderációs szejmekben volt érvénytelen.
II. Ágost uralma a lengyel hadsereg teljes felbomlását hozta. Az alakulatokban idős emberek szolgáltak, hiányzott a fegyver és a lovak. Lengyelországban a szász hadsereg állomásozott, így neki kellett fenntartani a rendet az országban.

## III. Ágost

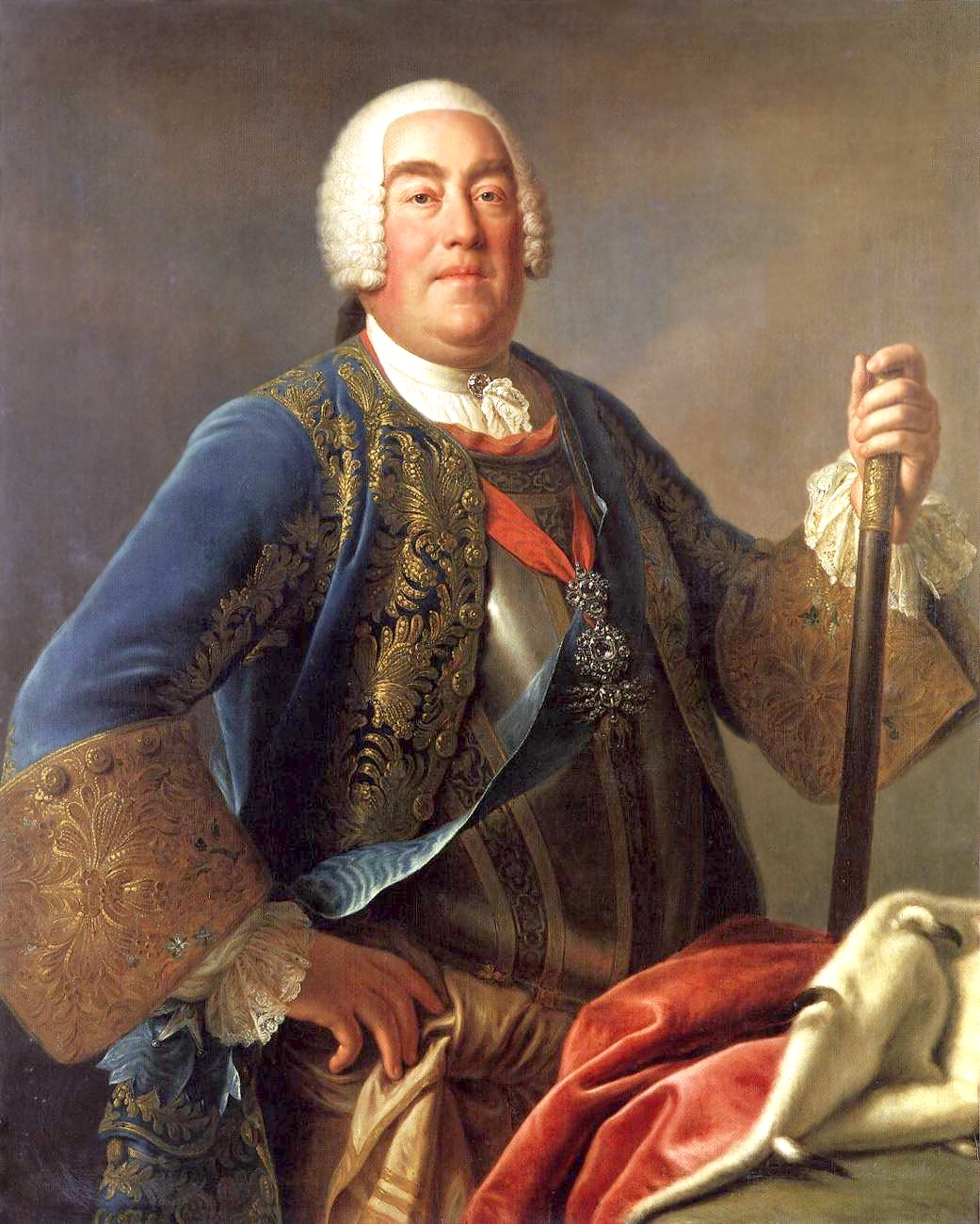
III. Ágost

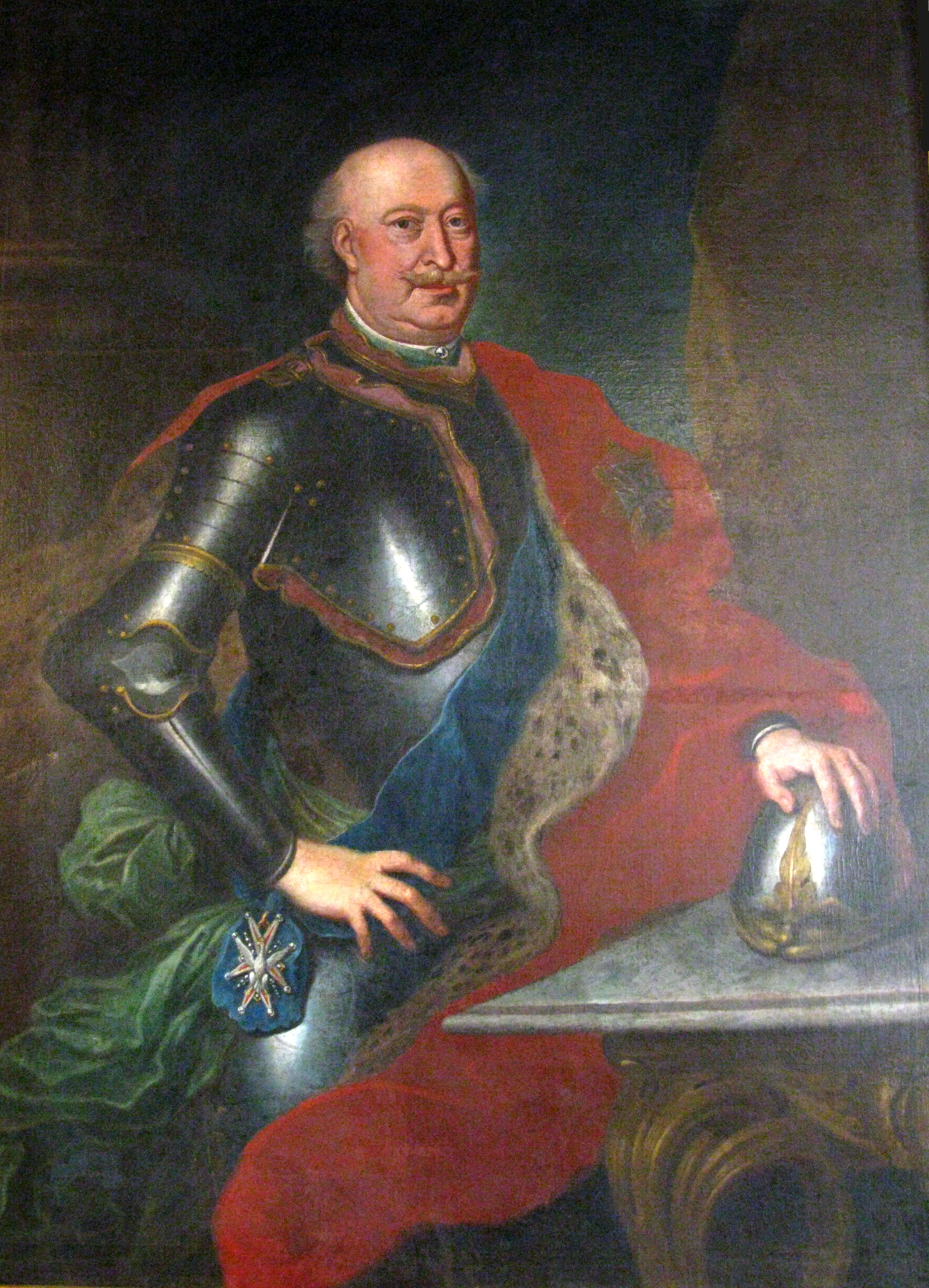
Jan Tarło

II. Ágost 1733. február 1-jén meghalt. Halála után a lengyel szejm megszavazta, hogy kizárja külföldiek trónra lépésének lehetőségét. Szeptember 8-án Stanisław Leszczyński titokban, kereskedő álruhában megérkezett Varsóba és négy nappal később az elragadtatott nemesség megválasztotta őt az ország királyává. Az 1709. évi menekülésétől fogva Európa számos helyén tartózkodott, 1719-től Franciaországban. XV. Lajos francia király apósává lett és a francia külügyminiszter támogatását élvezte.
Azonban a lengyel trónra II. Ágost fia is pályázott, úgyszintén Frigyes Ágost is. Támogatta Oroszország és Ausztria, ő pedig megígérte, hogy nem fogja őket gátolni a lengyelországi érdekeik érvényesítésében. Ausztria és Oroszország beleavatkozása a Leszczyńskit támogató Franciaország számára háborúra volt ürügy.
E háború kitörése rákényszerítette Ausztriát, hogy koncentrálja az erőit Lotaringiára, ezért a beavatkozás döntően az orosz hadseregre hárult, amely megindult Varsó felé, komoly ellenállással nem találkozott, mert a litván főurak a Wettin-házat támogatták. 1733 októbere elején az oroszok el is értek Varsóig és október 5-én megszervezték a király-választást, amelynek a részvevőit arra kényszerítették, hogy lengyel királlyá Frigyes Ágostot válasszák III. Ágost néven. Stanisław Leszczyńskinek és az őt támogató főuraknak, köznemességnek és hivatalnokoknak Gdańskba kellett menniük. Ez a város 1734. júliusáig Leszczyński ellenállási központjává lett.
Krakkónak, Lengyelország koronázási fővárosának a meghódítása a szász parancsnokság legfőbb célja volt. A Leszczyńskit támogató koronai nemesség Jan Tarło lublini vajda parancsnoksága alatt nem akarta megadni magát és felvette a harcot a szász-orosz beleavatkozókkal. 1734 januárjában a szászok elfoglalták Krakkót. Ez volt azonban az utolsó sikerük, mert Tarłónak sikerült zaklatással harcra kényszeríteni az ellenséget a Krakkói vajdaság területén.
Északon azonban az orosz hadsereg elfoglalta Toruńt, amely az oroszok és szászok számára támaszpontként szolgált a pomerániai hadműveletekben, egyben a legfőbb hadfelszerelési raktáruk lett. Később az oroszok elértek Gdańskot is. A koronai hadsereg, Jan Tarłóval az élen elindult Kis-Lengyelországból Gdańsk felmentésére, de 1734. április 20-án érzékeny vereséget szenvedett Pucknál, Gdansktól északra.
Amikor 1734 májusában Gdańskot a szász-orosz erők ostromolták kikötött a Visztula torkolatánál egy két és félezres francia hadtest, amely Leszczyński segítségére sietve megpróbálta megszakítani az ostromot. Az ostrom végül Leszczyński híveinek vereségével végződött, a város meghódításával (július 7.). Leszczyński, egy paraszt ruhájában elmenekült a Porosz Hercegségbe, ahonnan I. Frigyes Vilmos porosz király engedélyével tovább tudta irányítani a harcokat.
1734 novemberében Leszczyński hívei létrehozták a dzikówi konföderációt (Dzików – falu Tarnobrzeg környékén) a trón védelmének érdekében. A konföderátusok főként az Észak-Mazóviában, Nyugat-Fehéroroszországban, Podóliában és Nagy-Lengyelországban tevékenykedtek . De az ellenállásuk gyengülni kezdett, amikor a legjobb koronai csapatok átálltak a szászok oldalára és a konföderáció alakulatait az ellenség szétzúzta az Oderán keresztül végrehajtott átkeléskor, amikor 1735 késő telén megindultak Szászország felé. A harcok és velük a remények abbamaradtak, amikor 1735 októberében Franciaország megkötötte a békét Ausztriával, ami előjele volt annak, hogy a francia kormány visszavonja a támogatását a konföderátustól. 1736. január 26-án Stanisław Leszczyński Königsbergben lemondott a koronáról. A helyzetet véglegesen megnyugtatta Lengyelországban az ún. békéltető szejm 1736-ban.
A háborút lengyel örökösödési háborúnak hívták, bár valójában nem a lengyel trónról volt itt szó, hanem Lotaringiáról. A háború következtében a spanyol Bourbonok megkapták a Nápolyi Királyságot Szicíliával, Ausztriáé lett a toszkánai trón. Stanisław Leszczyński XV. Lajos apósaként megkapta élete végéig a Lotaringiai Hercegséget, amelyet az ő halála után hozzácsatoltak a francia államhoz. Lengyelország viszont véglegesen elvesztette az önálló állami létét, a nemesség pedig a harci kedvét.

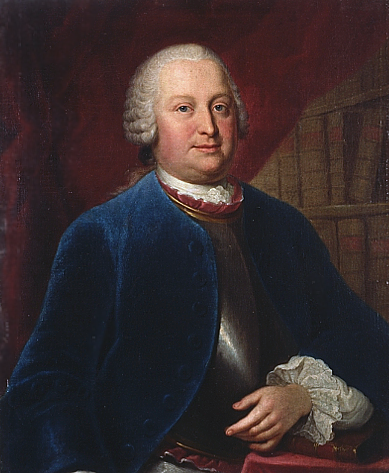
Heinrich Brühl

Harmincéves uralkodása alatt III. Ágost formálisan nem viselt külső háborút Lengyelország nevében, de szász választófejedelemként igen (bevonta országát a három sziléziai háborúba, mely Ausztria és Poroszország között 1740-63 közt folyt). 1756-ban Poroszország megtámadta Szászországot a hétéves háború kezdetén. Lengyelországon keresztül oda és vissza vonultak orosz és porosz erők, rekvirálva, kirabolva egész falvakat és városokat.
Lengyelország csaknem független főúri államokra oszlott fel (saját hadseregekkel), amelyek csak formálisan maradtak a király hatalma alatt. A legnagyobb főúri családok ún. táborokban gyűltek össze. Ezek közül az „orosz” (ún. Familia – Czartoryski- és Poniatowski-család), a „porosz” (Potocki-család) és a „szász” (Mniszech-család) a legfőbbek.
III. Ágost király nem gondoskodott eléggé Lengyelország katonai és gazdasági erejének növeléséről. Figyelmét a saját fényűző életére és a drezdai udvar gazdagítására összpontosította. Lengyelországban ritkán tartózkodott, így a lengyel állam és udvar ügyeit közvetlenül Heinrich Brühl, Ágost főtanácsadója és Lengyelország és Szászország első minisztere irányította. Kortársai számára személye a korrupció és a szász „aranykor” szinonimájává lett. Egy anekdota szerint, a III. Ágost által vezetett kormányzás Lengyelországgal arra korlátozódott, hogy a király reggelenként megkérdezte: „Brühl, hast du Geld?” (Brühl, van pénze?) Ha a felelet igenlő volt, a király már többé a lengyel ügyekkel nem foglalkozott. Ez ugyan túlzás, de az igaz volt, hogy éppen akkor II. Frigyes porosz király kitalálta a Polnische Wirtschaft (lengyel gazdaság) mondást, amely ő szerinte felfordulás szinonimája volt. 1742-ben Poroszország elfoglalta Alsó-Sziléziát, ennek révén jelentősen kinyúlt a lengyel-porosz határ és Poroszország beékelődött III. Ágost államai közé. Ennek azonban a király nem tudott ellenszegülni.
Az 1736. évi békéltető szejmen kívül lezajlott 13 szejm nem vezetett eredményre a liberum veto miatt. A közigazgatás egyes vajdaságokban cselekedhetett csak a szejmikek révén, mert ők megszavazták azokat a törvényeket, amelyek nem tudtak átmenni az országos szejmen.

## II. Szaniszló Ágost

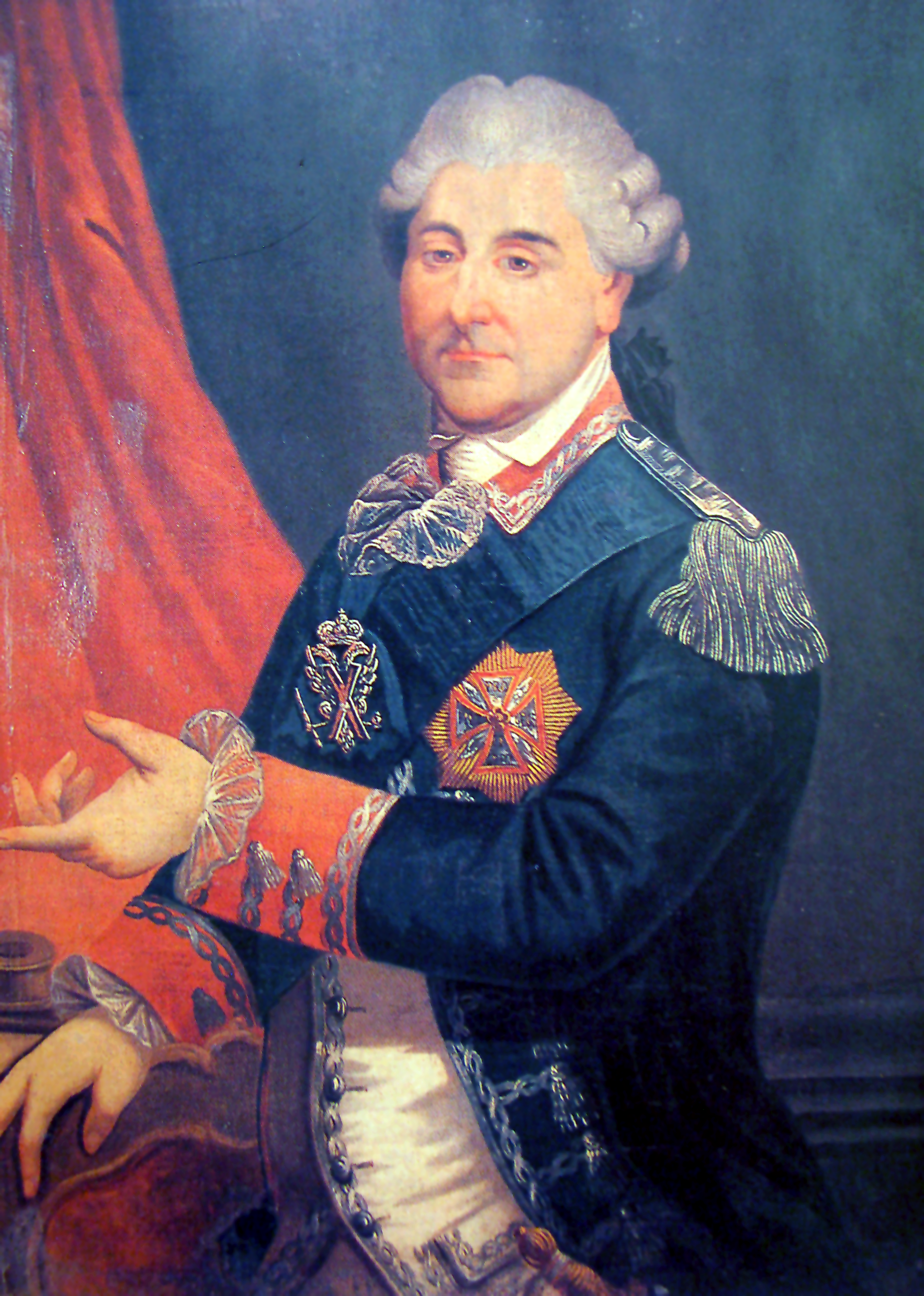
II. Szaniszló Ágost

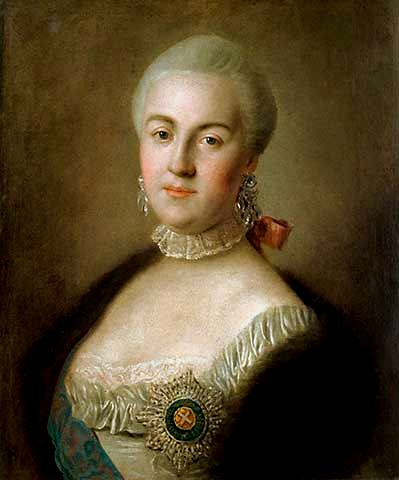
II. Katalin orosz cárnő

III. Ágost 1763. október 5-én meghalt. Még életében a Familia előkészítette azt az államcsínyt, amely helyére ültette volna egyik tagját az orosz hadsereg segítségével. 1764 áprilisában Oroszország és Poroszország megegyeztek egymással, hogy a közös jelöltjük a lengyel trónra egy litván udvari hivatalnok lesz, Stanisław Antoni Poniatowski, aki a Czartoryski-családdal állt kapcsolatban, mert abból származott az édesanyja. A jelölt legfontosabb „értéke” mégis az volt, hogy előbb diplomataként állt szolgálatban a szentpétervári udvarnál és egyben a későbbi II. Katalin orosz cárnő szeretője, ami biztosította lojalitását Oroszországhoz.
A Familia vezetői behívták az orosz hadsereget Lengyelországba. Ezt rövid polgárháború követte, amelyben az oroszok által támogatott Familia harcolt az ellenfeleivel, főként a Radziwiłł-családdal. 1764. szeptember 7-én, a köznemesség kis részének részvételével és orosz ágyúk megfélemlítése alatt, megválasztották Stanisław Poniatowskit Lengyelország királyává, aki a Szaniszló Ágost nevet vette fel. A jog szerint ez államcsíny volt, ezért kezdetben Franciaország, Ausztria Bourbon-házi udvarai, valamint Törökország nem akarták elismerni az új uralkodót.
Kezdetben a király megpróbált reformokat indítani, de az oroszok lépten-nyomon éreztették vele, hogy ő csak a Szentpétervártól küldött utasítások végrehajtója és nem szabad túlzottan messzire mennie a felségjogok gyakorlásában, ő nem önálló uralkodó saját államában. A tényleges hatalmat az orosz nagykövet, Nyikolaj Repnyin, gyakorolta.
1765-ben az uralkodó minden vajdaságban ún. Jórendi Bizottságokat hozott létre, (Komisje Dobrego Porządku), amelyek a tulajdonjogok rendezésével foglalkoztak városi területeken. Felszámoltak sok főúri jurydykát, (melyek főúri „magán-váracskák” voltak városi területeken, a hatóságok jogi hatáskörén kívül) és tökéletesítették a városi adók behajtását.
Oroszország kihasználta a lehetőséget és beavatkozott Lengyelország belügyeibe a másvallásúak (ún. disszidensek) egyenjogúsítását. II. Katalin számára ez a dolog közömbös volt ugyan, de a saját hatalma fenntartása érdekében Szaniszló Ágost támogatása mellett döntött, hogy ő adjon jogokat a disszidenseknek. Egyidejűleg a disszidensek ellenfeleit a király ellen bujtotta fel, hogy azzal éreztesse, szüksége van az oroszokra. Repnyin nagykövet törekvései révén 1767 júniusában létrejött az országos radomi konföderáció a király ellen és a fenyegetett katolicizmus és a nemesi szabadság védelme érdekében. A király rákényszerült, hogy II. Katalin akaratát teljesítse, így engedett Repnyin nyomásának és támogatta ún. kardinális jogok megszavazását (kardinális, azaz az államrend alapja: többiek között liberum veto, szabad királyválasztás, úgyszintén a disszidensek jogai). Ezek a jogok fenntartották a „régi rendet”, melynek Oroszország lett a biztosítója. Lengyelország ezzel orosz protektorátussá lett.

### Bari konföderáció

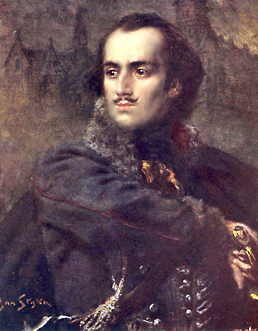
Kazimierz Pułaski

A köznemességnek az a része, amely tiltakozott az Oroszországtól való függőség ellen, 1768 februárjában megszervezte a bari konföderációt (Bar – ma város a vinnicjai területen), amely háborút kezdett Oroszország ellen a katolikus hit és Lengyelország függetlensége védelmében. Márciusban viszont már a lengyelországi Szenátus szólította fel az orosz hadsereget, hogy fojtsa el a felkelést, az mégis hamarosan az ország nagy részére átterjedt. A legerősebben Kis- és Nagy-Lengyelországban harcoltak. A felkelés központjává Dukla városa lett, a Duklai-hágótól északra. Főparancsnoka pedig az a Kazimierz Pułaski, aki később az amerikai függetlenségi háború hősévé is lett.
1769 tavaszán a bari konföderáció csapatai sikertelenül próbálták elfoglalni az ólublói várat, amely a király bátyjának, Kazimierz Poniatowskinak a tulajdona volt. Ő arra kérte az osztrákokat, hogy foglalják el Szepes vármegyét. Ez lengyel fennhatóság alatt volt 1412-től, amikorLuxemburgi Zsigmond zálogba adta II. Jagelló Ulászló királynak a vármegyében lévő 13 várossal a kölcsönbe kapott és vissza nem adott pénz fejében. 1770-ben az osztrákok el is foglalták Podhalét, (Nowy Targot, a fővárosát) és a Szandeci Földet.
1769. áprilisától a legnagyobb harcok a Kárpátokban és annak előhegységében – Lwówtől Újszandecig - folytak. 1770 augusztusában a cári hadsereg kényszerítette Pułaskit, hogy kivonuljon a magyar területről. Október 13-án Eperjesen a konföderátusok kihirdették Szaniszló Ágost trónfosztását. Egy évvel később a konföderáció politikai vezetése felhatalmazta Pułaskit az uralkodó elfogására, a királyt a Jasna Góra-i kolostorba kellett vinnie. 1771. november 3-án a konföderátusok csapatai megtámadták Szaniszló Ágostot a varsói királyi várnál és elhurcolták őt a városon kívülre. Ott a királynak sikerült felrázni elrablói egyikének lelkiismeretét, aki kiszabadította őt.
A király elhurcolása politikai hiba volt. Azt okozta, hogy a konföderátusok elvesztették az európai államok rokonszenvét. Ettől kezdve a felkelés hanyatlásnak indult. 1772 májusában az oroszok elfoglalták a dél-lengyelországi városokat (Dukla, Krosno, Jasło). Augusztusban Tyniec (Krakkó mellett), Wawel és Jasna Góra utolsóként adták meg magukat.

### Lengyelország I. felosztása

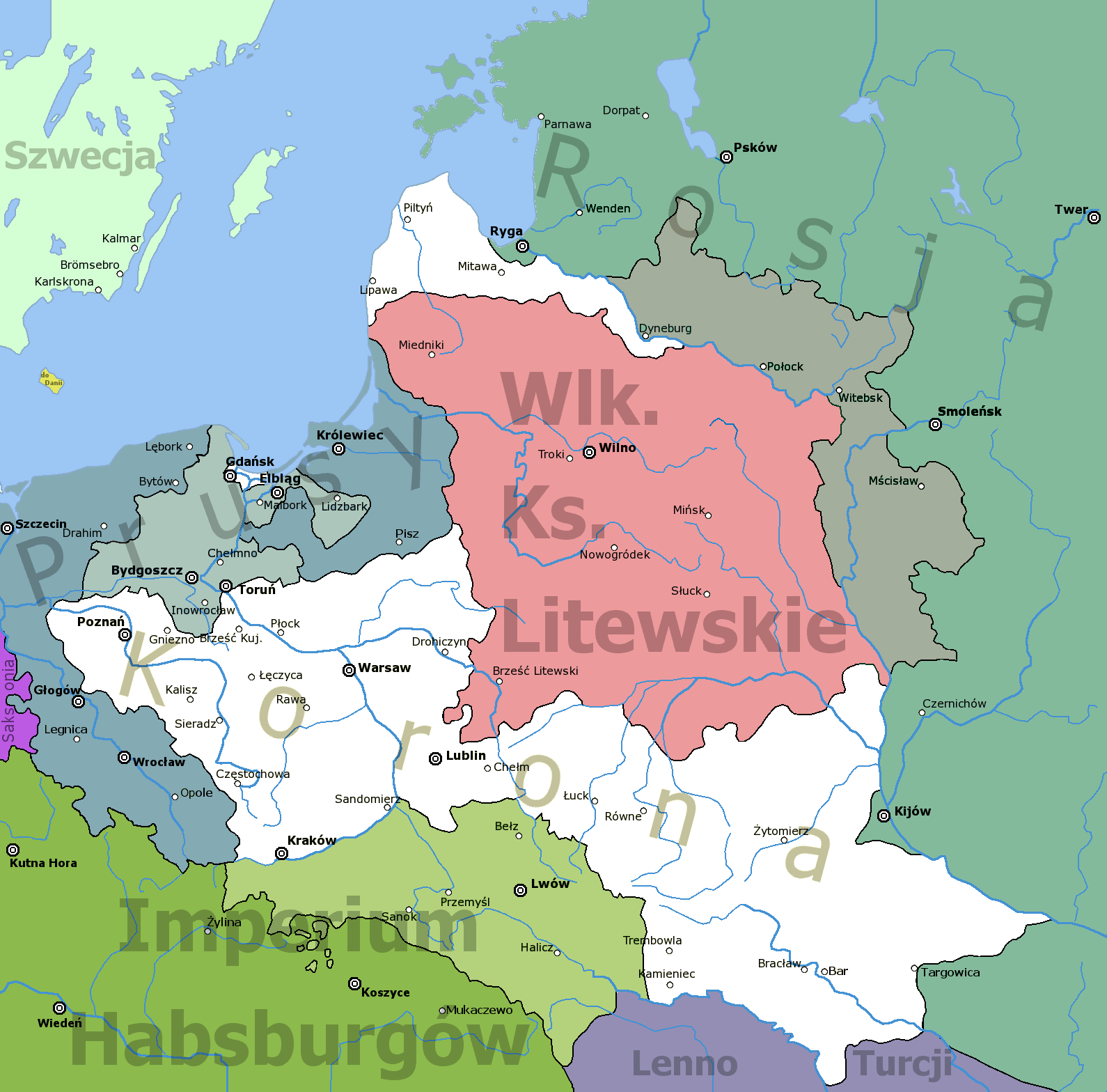
Lengyelország I. felosztása

A szomszédok a bari konföderációt ürügyként használták arra, hogy felosszák a lengyel területet, bár erre vonatkozó szándékaikat már korábban is közölték. Azzal hibáztatták a lengyeleket, hogy az elmaradott és kormányától megfosztott államukat katasztrófához vezették.
Lengyelország szomszédai 1772. augusztus 5-én Szentpéterváron aláírták a felosztási okmányokat. Az egyezségben:
- Ausztria: a Visztulától délre fekvő területet (így, Krakkó Lengyelországban maradt) és a ruszini vajdaságot (a fővárosa - Lwów) kapta - 83 e. km², 2,65 millió fő;
- Poroszország: a régi Királyi Poroszországot (Varmia(wd) és gdański Pomeránia területét),[17] de Gdańsk és Toruń nélkül - 36 e. km², 580 ezer fő. Így egyesült a Porosz Királyság.
- Oroszország: a Lengyel Livóniát és a Mścisławi, a Witebski a Połocki és a Miński vajdaságok egy részét – 92 e. km², 1,3 millió fő.

Lengyelország ezzel elvesztett 211000 km²-t és 4,5 millió lakost. A felosztást Oroszország kényszere alatt az ún. felosztási szejm ratifikálta, amely 1773 áprilisában gyűlt össze Varsóban.

### A Májusi alkotmány

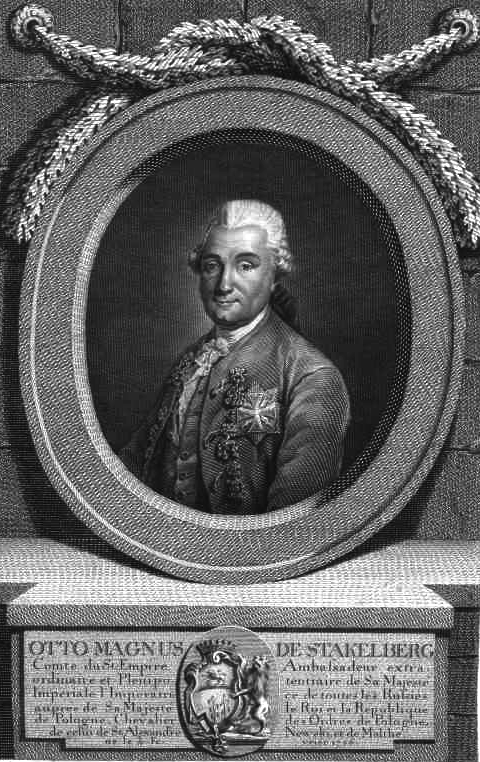
Otto Magnus von Stackelberg - orosz nagykövet Lengyelországban (1772-90)

1775-ben Oroszország kikényszerítette, hogy Otto Magnus von Stackelberg orosz nagykövet legyen Lengyelország tulajdonképpeni uralkodója. Szaniszló Ágost királynak minden döntését előzőleg vele kellett egyeztetnie és be kellett mutatnia igazolásként. A király mellett új testület, az Állandó Tanács (Rada Nieustająca) jött létre, melynek nagyobb jogköre volt, mint a minisztereknek.
II. Katalin annyira bízott a maga alkotta rend szilárdságában, hogy 1780-ban kivonta az orosz hadsereget Lengyelországból. Úgy vélte, hogy még ha a szejm képviselőinek többsége támogatná is a királyt, a liberum veto miatt mégsem vezet ez a király elgondolásainak törvénybe öntésére és így esélye sincs a változásoknak.
1765-ben a király megalapította az első lengyel világi főiskolát, a Kadétiskolát (Szkoła Rycerska). A neve ellenére ez nem katonai iskola volt (bár képzett jövőbeli törzstiszteket is a lengyel hadseregnek) – a tanterve hasonlított a középiskolai tantervhez. 1773-ban von Stackelberg nagykövet engedélyével létrejött a Nemzeti Oktatás Bizottsága (Komisja Edukacji Narodowej), az első oktatási minisztérium a világon.
1787-ben Oroszország háborút kezdett Törökország ellen. Őt egy évvel később Svédország támadta meg. II. Katalinnak így szüksége volt lengyel katonai támogatásra. Kénytelen volt bizonyos szabadságjogokat adni a lengyeleknek az államrendjük felépítésében. Október 6-án összehívták Varsóba a konföderációs szejmet – ez azt jelentette, hogy nem volt bojkottálható a liberum veto segítségével. A Poroszország által támogatott reformbarát képviselők elkezdték felszámolni az orosz uralom eszközeit. Mindenekelőtt megszüntették az Állandó Tanácsot, így a király és az orosz nagykövet elvesztették a hatalmukat a miniszterek fölött. A király felismerte, van esély a helyzet javítására és csatlakozott a reformbarátokhoz.
A munkák az államrendet meghatározó rendi alkotmányon 1791 tavaszán fejeződtek be. Kihasználva, hogy éppen elmúlt a húsvét és sok konzervatív képviselő szabadságon volt, a reformbarátok a vártnál két nappal előbb hívták össze az ülést. Ennek eredményeként 1791. május 3-án, sikerült megszavazniuk az első alkotmányt, amely Európában is az első volt, a második a világon (az amerikai után). Az alkotmány bevezette az alkotmányos monarchia rendszerét és a hatalmi ágak szétválasztását (törvényhozó, végrehajtó, igazságszolgáltató hatalmak), megnövelte a polgárok jogait, felszámolta a konföderációkat és a liberum veto intézményét.
A nagy szejm, amelyen életre hívták a májusi alkotmányt, 1792. május 29-éig tartott, azaz majdnem 4 évig, ezért „Négyéves Szejmnek” is hívják. Ez rendkívüli esemény volt, mert az I. Köztársaságban a „rendes” szejmek két évente üléseztek 6 hét időtartamban (de voltak rendkívüli szejmek is szükség esetén).

A Májusi alkotmányt létrehozó fő személyiségek:
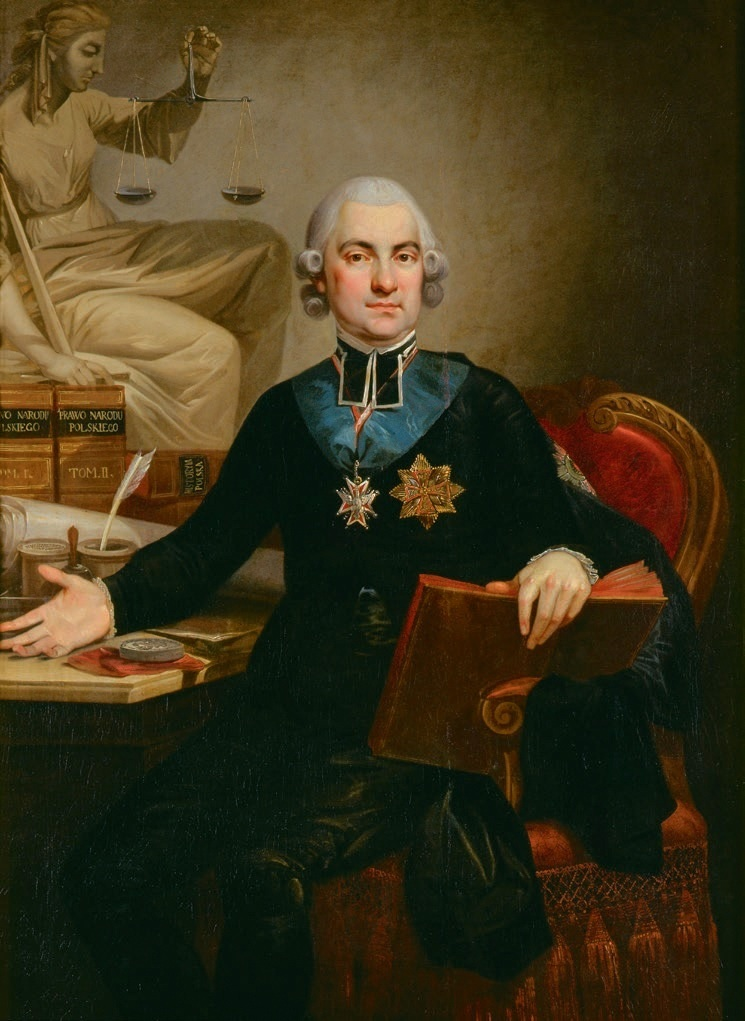
Hugo Kołłątaj közíró, a Jagelló Egyetem volt rektora
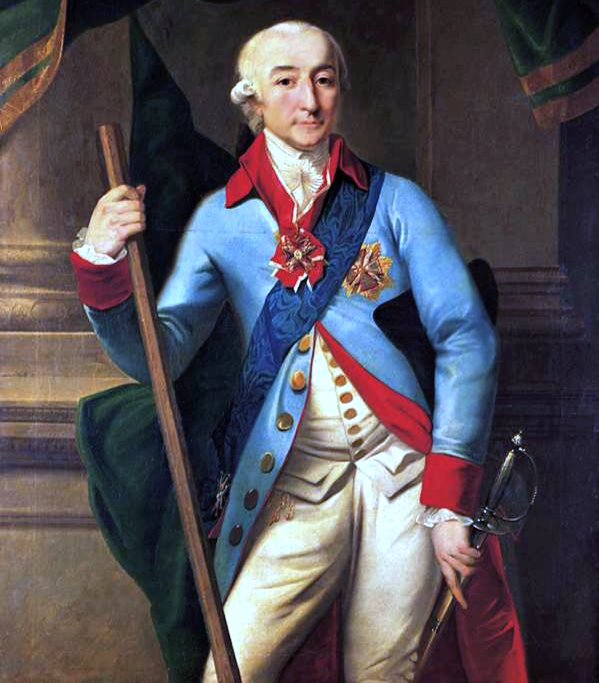
Stanisław Małachowski, a Négyéves Szejm elnöke
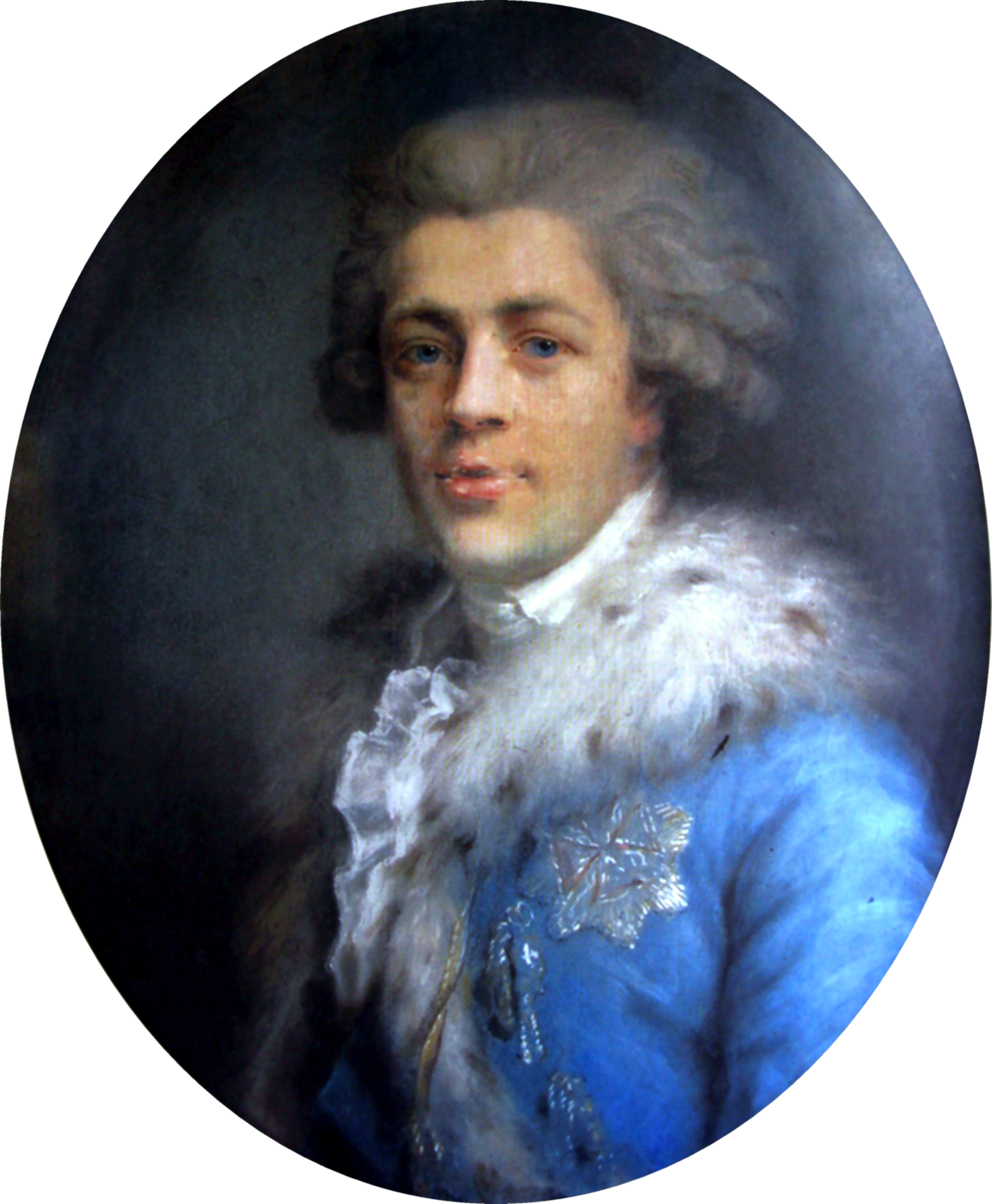
Ignacy Potocki, az oktatási terület személyisége
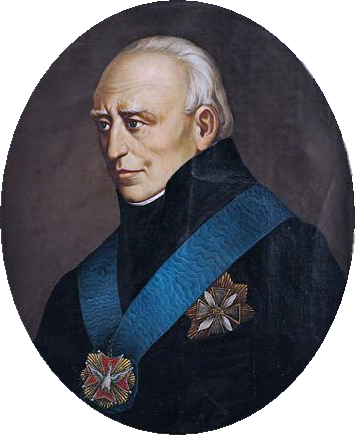
Stanisław Staszic, bölcselő, geográfus és geológus

### A Targowicai konföderáció és a lengyel-orosz háború

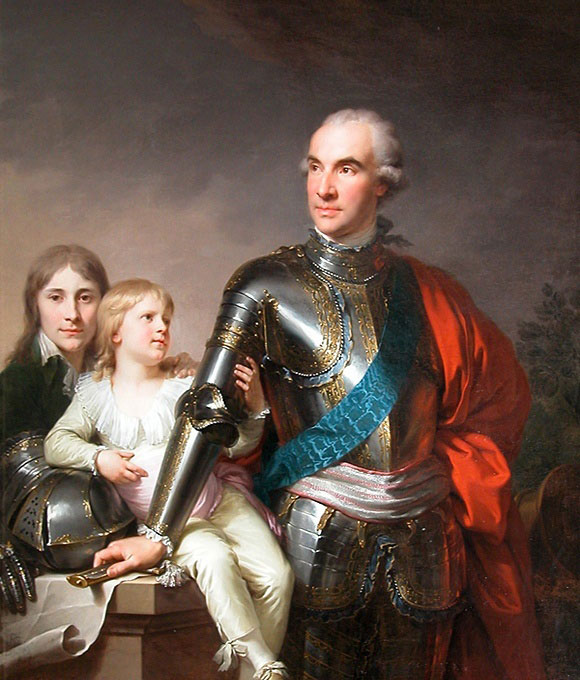
Stanisław Szczęsny Potocki

Eközben az orosz-török és az orosz-svéd háborúk befejeződtek. II. Katalin szerint túl messzire mentek a dolgok Lengyelországban. A cárnő kezdeményezésére 1792 májusában a koronai és litván főurak csoportja megkötötte Targowicában (falu a jobbparti Ukrajnában, ma Torgovicja) a konföderációt az alkotmányban tervezett államrendi változások megszüntetésére. Az alkotmány szerint ez a konföderáció törvénytelen volt. Vezetője Stanisław Szczęsny Potocki lett. Májusban az orosz hadsereg bevonult Lengyelországba, a lengyel erők főparancsnoka pedig Szaniszló Ágost király lett, ami nem volt jó választás. A király sok személyes adósságba verte magát Katalin cárnőnél és attól félt, hogy az ellenállás folytatása Poroszország segítsége nélkül azt fogja okozni, a cárnő követelni fogja az adóssága visszafizetését. a király ezért abbahagyta a harcot és a cárnő nyomására csatlakozott a targowicai konföderációhoz (július 24.).

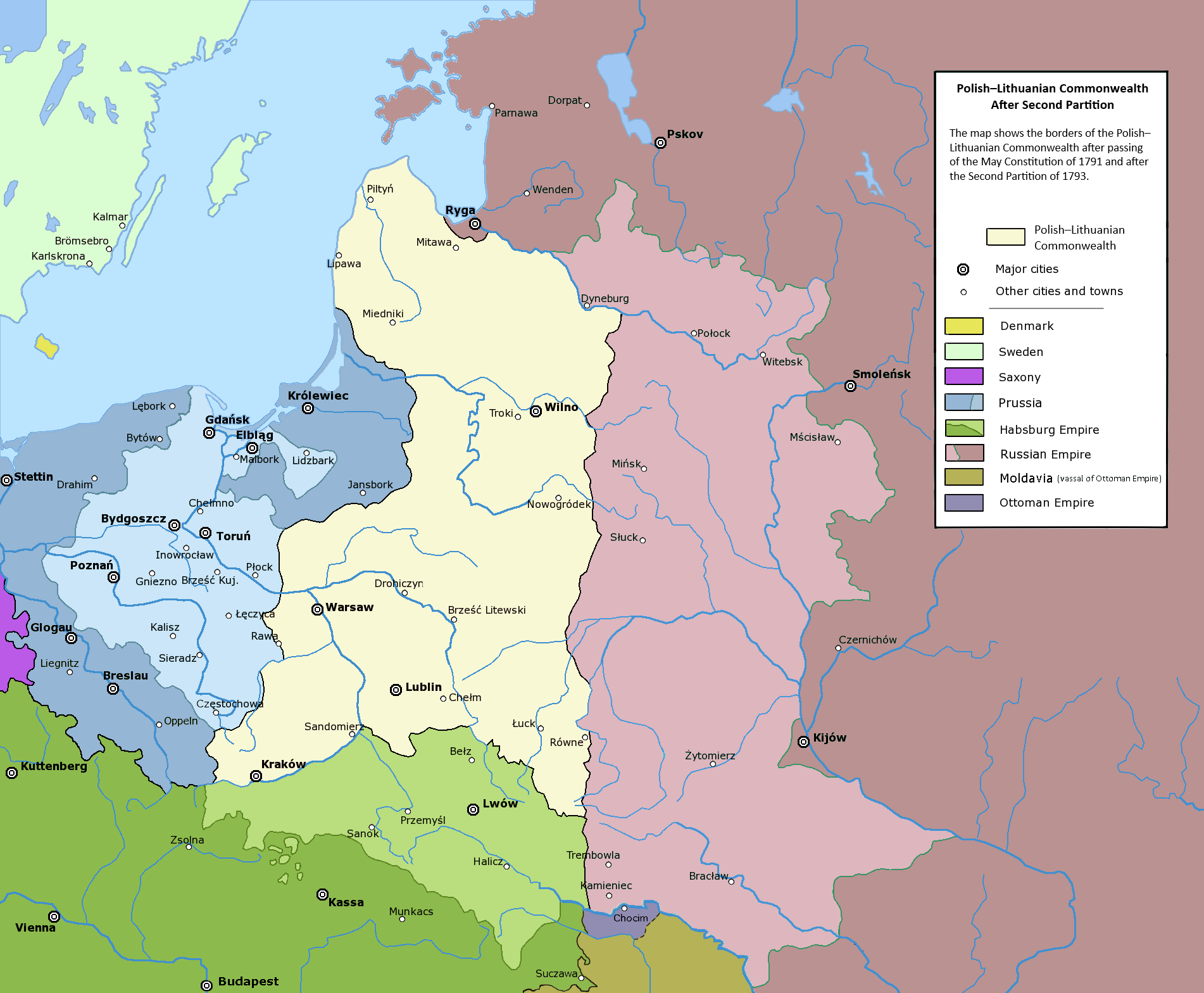
Lengyelország II. felosztása

### Lengyelország II. felosztása
Röviddel a konföderációhoz való csatlakozása után, a király felszólította az orosz hadsereget Varsó elfoglalására, mert félt a nép bosszújától. Ehhez társult még az, hogy Poroszország elfoglalta Nagy-Lengyelországot. Ezzel akarták a poroszok kárpótolni magukat a franciaországi háborúban elszenvedett veszteségekért. Lengyelország szomszédai úgy vélték, hogy a májusi alkotmány része egy nagyobb tervnek, amelynek célja az abszolutizmus felszámolása egész Európában és e terv legfőbb része a francia forradalom volt. Azért meg akarták akadályozni, hogy a jövőben hasonló „ötletek” keletkezzenek és emiatt is döntöttek Lengyelország újabb felosztása mellett.
1793. január 23-án Szentpéterváron Poroszország és Oroszország aláírták a felosztást létrehozó szerződést. Ausztria nem vett részt a felosztásban, mert el volt foglalva a Franciaország elleni háborúval. Lengyelország szomszédai a következő részeket kapták:
- Poroszország: Gdańskot és Toruńot, Nagy-Lengyelországot, Kujáviát, Częstochowa környékét és a Nyugat-Mazóviát (58 e. km²);
- Oroszország: a Daugavpils-Kamieniec Podolski vonaltól keletre fekvő területet (250 e. km²).

1793. nyarán a hrodnai szejm ratifikálta a területek átengedését: július 22-én Oroszország részére, szeptember 23-án Poroszország részére. A felosztás után az I. Köztársaság területe kb. 210 e. km² volt.

### A Kościuszko-felkelés

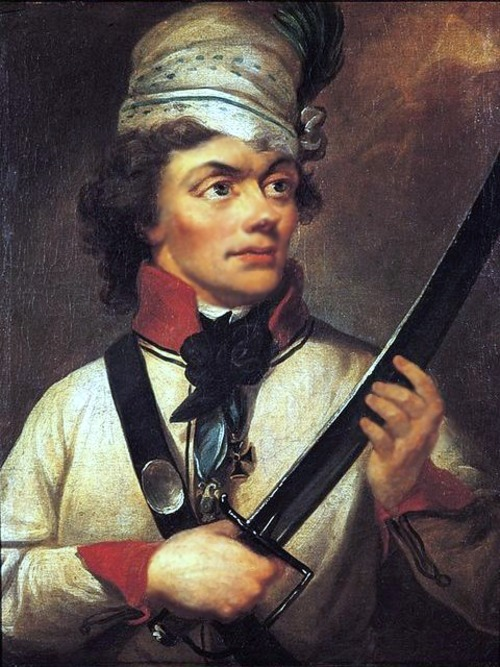
Tadeusz Kościuszko

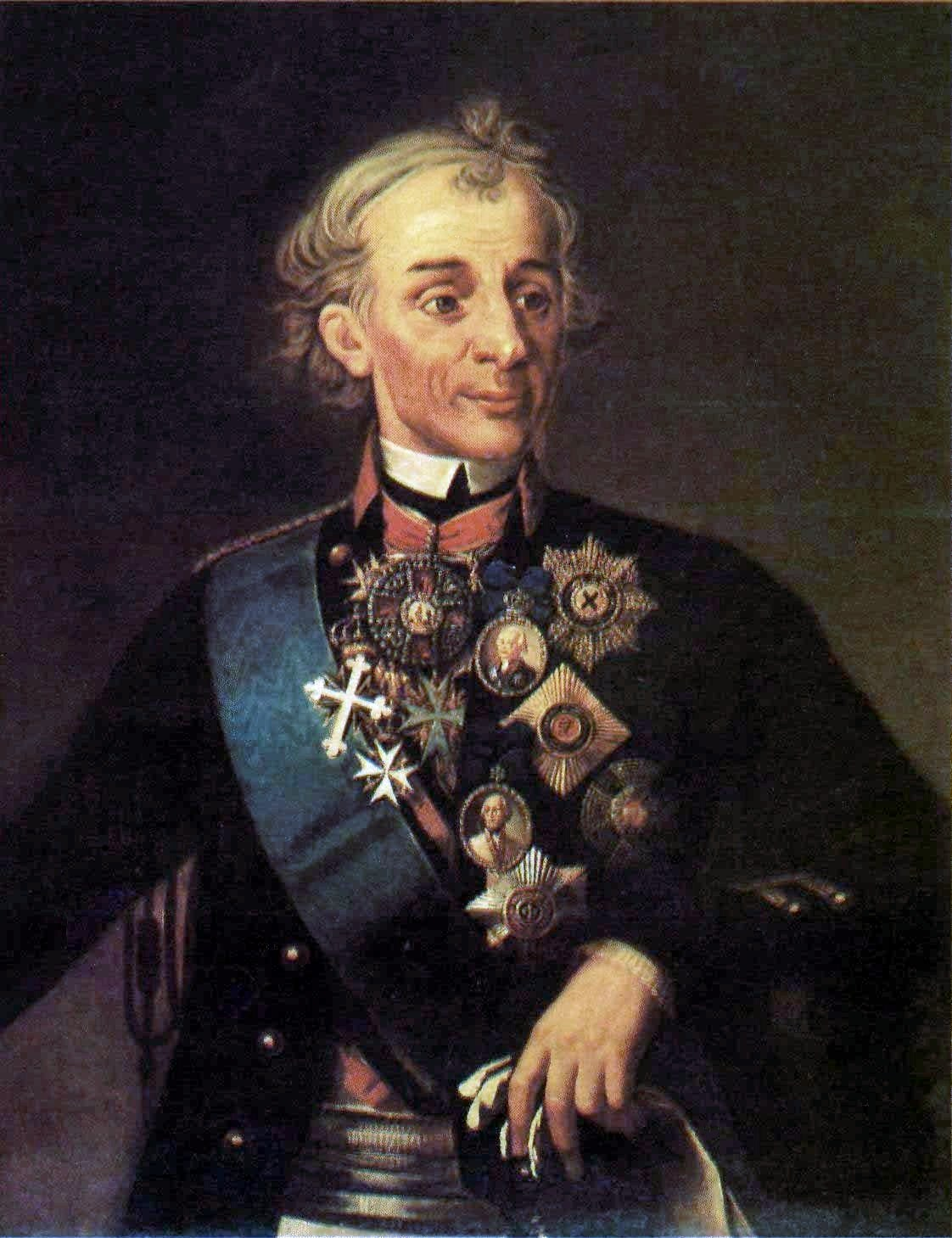
Alekszandr Szuvorov

A 2. felosztás után a targowicai konföderátusok gyakorolták a hatalmat, de az orosz nagykövetek ellenőrzés alatt (Jakob Sievers és 1793. decemberétől Oszip Igelström). Helyreállították az Állandó Tanácsot. Az orosz katonák raboltak amit tudtak, a gazdaság összeomlott: csődbe jutott a hét legnagyobb varsói bank, az élelmiszer-árak növekedtek. A konföderátusok bevezették a cenzúrát: a kormányzásukkal és II. Katalin cárnővel szembeni kritikus véleményeket betiltották.
A Májusi alkotmány létrehozásában részt vevő személyek kivándoroltak Szászországba. 1794 tavaszán külföldön és az országban is létrejött egy összeesküvés a felkelés megszervezése érdekében. Az összeesküvők felállították a katonai diktatúrát, amelyet Tadeusz Kościuszkónak engedték át – az amerikai függetlenségi háború hősének, aki 1784-ben visszatért Lengyelországba.
Oszip Igelström orosz nagykövet célja Lengyelország teljes felszámolása volt és ehhez ürügyre volt szüksége. 1794 februárjában utasította az Állandó Tanácsot, hogy csökkentse felére a lengyel hadsereg létszámát, és a leszerelteket kényszerrel sorozza be az orosz és porosz hadseregekbe. Ez nyílt provokáció volt, azzal a céllal, hogy kirobbanjon a felkelés. A felkéles ki is tört 1794 márciusában Kościuszko parancsnoksága alatt. Szaniszló Ágost király kötelességének tartotta az oroszok támogatását; Kościuszkót így lázadónak deklarálta.
A felkelés azzal kezdődött, hogy Antoni Madaliński tábornok megtagadta az ostrołękai dandárjának létszámcsökkentését és ennek élén Krakkó ellen indult. Március 24-én Kościuszko letette Krakkóban a Köztársaság iránti hűségesküjét . Április 16-án meghirdették a felkelést a Litván Nagyfejedelemségben. Április 17-én a felkelés kitört Varsóban is, egy nappal később elfoglalták az orosz nagykövetséget és kiűzték az oroszokat a városból. Május 9-én elítélték a targowicai konföderátusokat.
Május 16-án Poroszország is csatlakozott a felkelők elleni harchoz, június 15-én a porosz hadsereg elfoglalta Krakkót. Június 30-án az osztrákok behatoltak Kis-Lengyelországba és a Lublini vajdaságba. Júliustól szeptemberig az orosz (délről) és a porosz (északról) hadseregek ostromolták Varsót, de a felkelők elkeseredett küzdelme visszavonulásra kényszerítette őket. Júliusban egy orosz hadtest ostromolta Wilnót, amely megadta magát augusztus 12-én. Augusztus 21-én a felkeléshez Nagy-Lengyelország is csatlakozott.

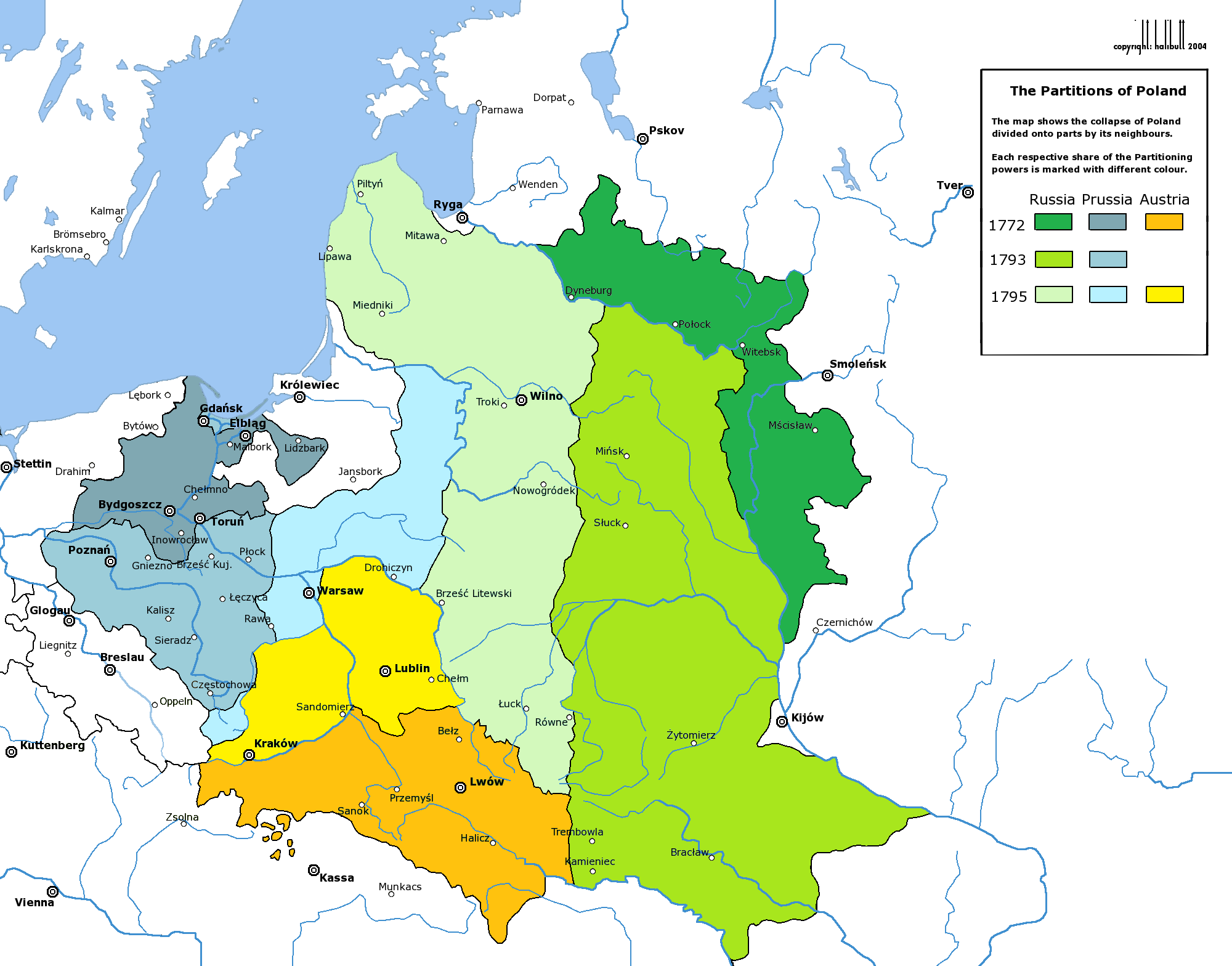
Lengyelország felosztásai

Október elején az oroszok átkeltek a Visztula bal partjáról a jobbra. Kościuszko elvesztette a maciejowicei csatát (a Visztulánál, Varsótól kb. 100 km-re délre) és orosz fogságba esett. November 4-én Alekszandr Szuvorov tábornok csapatai elfoglalták Pragát – azaz Varsó jobbparti részét – népirtást rendeztek, hogy a megrettent felkelők gyorsabban feladják Varsót. Az oroszok el is érték ezt a céljukat, november 5-én Varsó megadta magát és november 16-án a felkelés vezetője, Tomasz Wawrzecki, aláírta a kapitulációt.
A felkelés bukása után II. Katalin azt követelte, hogy Szaniszló Ágost Grodnóba távozzon, így 1795. január 7-én az uralkodó orosz katonai kísérettel elhagyta Varsót.

### Lengyelország III. felosztása
A Kościuszko-felkelés ürügy volt Lengyelország teljes felosztásra. 1795. október 24-én a szomszéd államok aláírták a felosztási okmányokat.
- Oroszországnak a Nyemantól és Nyugati-Bugtól északra és keletre fekvő területek (120 e. km²) jutottak;
- Poroszországnak jutott a Nyeman és Nyugati-Bug közötti, Varsót (48 e. km²) is magába foglaló terület;
- Ausztriának jutott a lublini vajdaság, az eddig Lengyelországban megmaradt Kis-Lengyelország egy része Krakkóval és Kielcével, a Nyugati-Bugtól délre fekvő Mazóvia (47 e. km²).

Az Első Lengyel Köztársaság állami léte ezzel megszűnt. November 25-én Szaniszló Ágost aláírta a leköszönő okmányát. A volt királyt Katalin cárnő halála után a fia és utódja, I. Pál orosz cár Szentpétervárra hívta 1797 márciusában. Szaniszló Ágost itt halt meg 1798 februárjában.